# Alejo Fernández

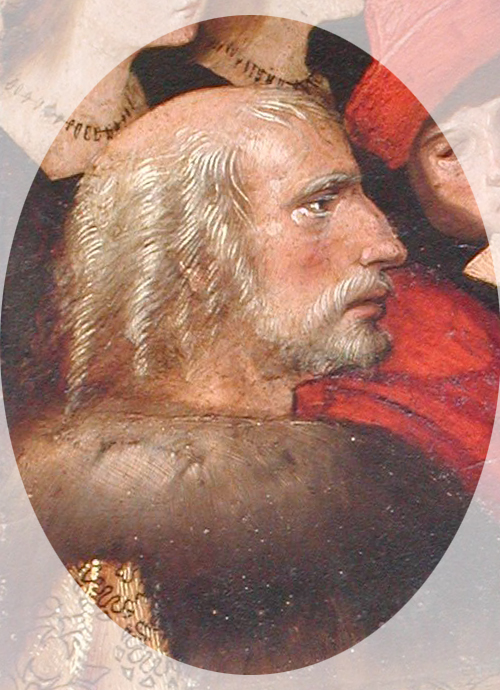
Retrat de Cristòfor Colom, un detall de la Verge dels Navegants, pintat per Alejo Fernández entre 1531 i 1536

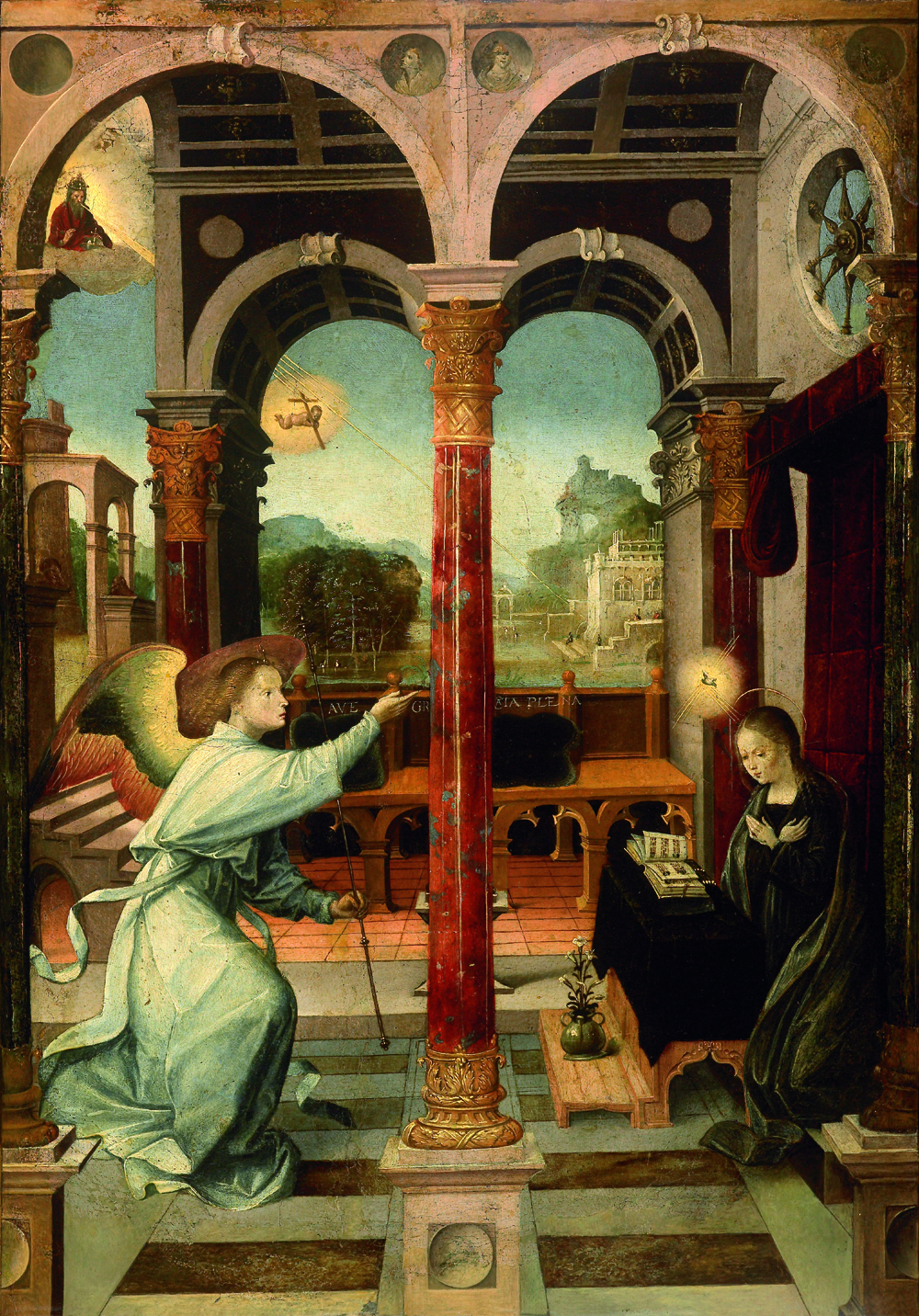
Anunciació.

Alejo Fernández (cap a 1475- cap a 1545) va ser un pintor espanyol, ben conegut pel seu retrat de Cristòfor Colom.
Nasqué a Còrdova, sembla que era d'ascendència alemanya. En aquesta ciutat va rebre la influència de l'estil dels pintors flamencs, estudià la perspectiva i l'estructura de l'espai. Es va traslladar a Sevilla el 1508. Al seu període de Còrdova hi pertany el seu Crist a la Columna i e Tríptic del Darrer Sopar (a la Basílica del Pilar de Saragossa). La seva obra La Mare de Déu dels Navegants està a l'Alcàsser de Sevilla.
Morí a Sevilla cap a 1545.